# New Soul
New Soul is een nummer van de Frans-Israëlische zangeres Yael Naïm uit 2008. Het is de tweede single van haar titelloze tweede studioalbum.
"New Soul" werd wereldwijd een hit. Een reclame uit begin 2008 voor de Apple Macbook Air heeft daaraan bijgedragen. De plaat bereikte de 2e positie in Frankrijk en werd ook een top 10-hit in de Amerikaanse Billboard Hot 100, een unicum voor een (deels) Israëlische artiest. In Nederland bereikte het nummer de Top 40 niet, maar haalde het wel de 12e positie in de Single Top 100. Succesvoller was het in Vlaanderen, waar het de 7e positie behaalde in de Vlaamse Ultratop 50.